# Kashiwazaki
Kashiwazaki (柏崎市 -shi) é uma cidade japonesa localizada na província de Niigata.
Em 2003 a cidade tinha uma população estimada em 87 125 habitantes e uma densidade populacional de 272,87 h/km². Tem uma área total de 319,29 km².
Recebeu o estatuto de cidade a 1 de Julho de 1940.